# Breslauer Fußballmeisterschaft

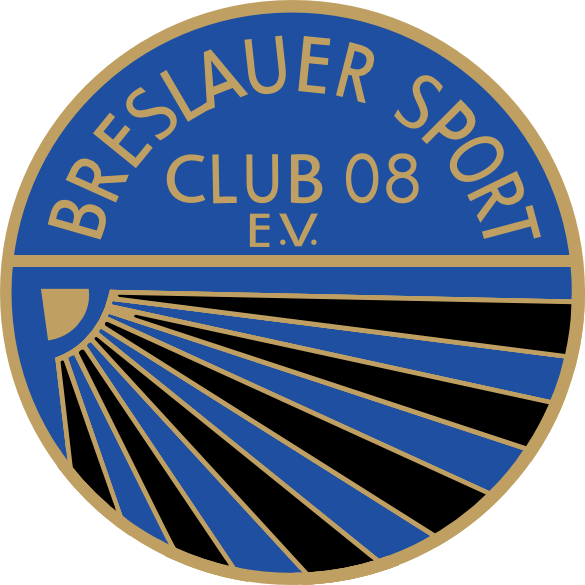
Breslauer SC 08
siebenmal Breslauer Meister

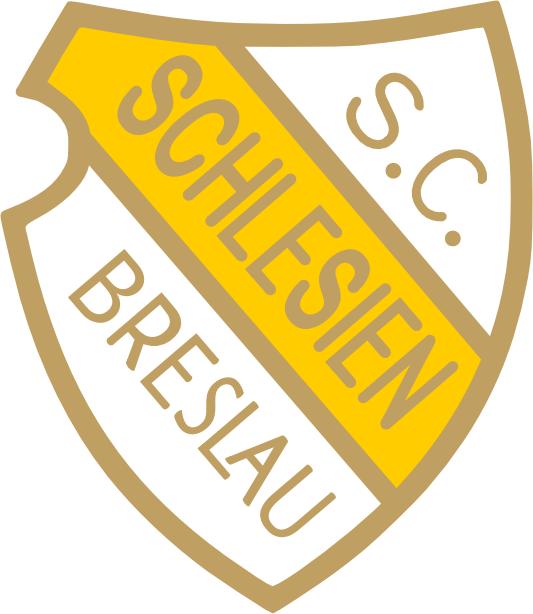
1907 wurde der SC Schlesien Breslau erster Breslauer Meister

Von 1906 bis 1933 wurde der Breslauer Fußballmeister im Südostdeutschen Fußball-Verband (SOFV) ausgespielt, wobei der SC Schlesien Breslau den ersten und der Breslauer SC 08 die meisten Titel errungen hat.

## Geschichte
Nach der Gründung des SOFV entschloss sich der Verband Breslauer Ballspiel-Vereine, sich dem Südostdeutschen Fußball-Verband anzuschließen und als Bezirk Breslau um die südostdeutsche Meisterschaft zu spielen. Zwischen 1907 und 1921 qualifizierte sich der Breslauer Meister direkt für die Endrunde um die südostdeutsche Meisterschaft. Ab der Saison 1921/22 wurde vom SOFV der Bezirk Mittelschlesien geschaffen, der neben dem Gau Breslau noch Regionen aus dem Umland enthielt. Fortan war der Breslauer Meister für die Endrunde um die mittelschlesische Fußballmeisterschaft qualifiziert und spielte dort um die Teilnahme an der südostdeutschen Endrunde. Es konnte sich bei der mittelschlesischen Meisterschaft immer ein Verein aus Breslau durchsetzten, zu schwach war die Konkurrenz aus den umliegenden Städten wie zum Beispiel Brieg, Namslau oder Oels. Ab der Saison 1930/31 qualifizierte sich der Breslauer Meister wieder direkt für die südostdeutsche Endrunde, während der Breslauer Vizemeister in der mittelschlesischen Endrunde den mittelschlesischen Fußballmeister und somit die zweite startberechtigte Mannschaft aus Mittelschlesien für die südostdeutsche Endrunde ausspielten.
Seit Beginn der Austragung der Breslauer Fußballmeisterschaft konnten Breslauer Vereine den südostdeutschen Meistertitel errungen. Größte Rivale waren dabei die Vereine aus dem Bezirk Niederlausitz, welchen man oft im Finale begegnete. Anfang der 1930er Jahre musste man sich jedoch Vereinen aus dem Bezirk Oberschlesien geschlagen geben und man war nur noch zweite Kraft im SOFV. Im Zuge der Gleichschaltung wurde der Südostdeutsche Fußball-Verband wenige Monate nach der Machtübernahme der Nationalsozialisten im Jahre 1933 aufgelöst. Somit hörte auch die Bezirksklasse Mittelschlesien mitsamt Breslau auf zu existieren. Die Vereine wurden ab 1933 der Gauliga Schlesien bzw. deren Unterbau zugeordnet.

## Breslauer Meister des VBBV 1903–1906
| Jahr    | Meister des VBBV     | Abschneiden Deutsche Meisterschaft | Deutscher Meister        |
| ------- | -------------------- | ---------------------------------- | ------------------------ |
| 1903    | FC Breslau 98        | keine Teilnahme                    | VfB Leipzig              |
| 1903/04 | SC Schlesien Breslau | keine Teilnahme                    | kein Meister             |
| 1904/05 | SC Schlesien Breslau | 2. Ausscheidungsrunde              | Berliner TuFC Union 1892 |
| 1905/06 | SC Schlesien Breslau | Viertelfinale                      | VfB Leipzig              |

## Breslauer Meister des SOFV 1907–1933
| Saison  | Breslauer Meister                 | Abschneiden südost- deutsche Meisterschaft                | Südostdeutscher Meister                                   |
| ------- | --------------------------------- | --------------------------------------------------------- | --------------------------------------------------------- |
| 1906/07 | SC Schlesien Breslau              | Gewinner                                                  | SC Schlesien Breslau                                      |
| 1907/08 | VfR 1897 Breslau                  | Gewinner                                                  | VfR 1897 Breslau                                          |
| 1908/09 | VfR 1897 Breslau                  | Halbfinale                                                | SC Alemannia Cottbus                                      |
| 1909/10 | VfR 1897 Breslau                  | Gewinner                                                  | VfR 1897 Breslau                                          |
| 1910/11 | SC Germania Breslau               | Finale                                                    | FC Askania Forst                                          |
| 1911/12 | SC Germania Breslau               | Finale                                                    | ATV Liegnitz                                              |
| 1912/13 | SC Preußen Breslau                | Halbfinale                                                | FC Askania Forst                                          |
| 1913/14 | Verein Breslauer Sportfreunde     | Finale                                                    | FC Askania Forst                                          |
| 1919/20 | Vereinigte Breslauer Sportfreunde | Gewinner                                                  | Vereinigte Breslauer Sportfreunde                         |
| 1920/21 | SC Schlesien Breslau              | Qualifikation zur Mittelschlesischen Fußballmeisterschaft | Qualifikation zur Mittelschlesischen Fußballmeisterschaft |
| 1921/22 | Vereinigte Breslauer Sportfreunde | Qualifikation zur Mittelschlesischen Fußballmeisterschaft | Qualifikation zur Mittelschlesischen Fußballmeisterschaft |
| 1922/23 | Vereinigte Breslauer Sportfreunde | Qualifikation zur Mittelschlesischen Fußballmeisterschaft | Qualifikation zur Mittelschlesischen Fußballmeisterschaft |
| 1923/24 | Vereinigte Breslauer Sportfreunde | Qualifikation zur Mittelschlesischen Fußballmeisterschaft | Qualifikation zur Mittelschlesischen Fußballmeisterschaft |
| 1924/25 | Breslauer SC 08                   | Qualifikation zur Mittelschlesischen Fußballmeisterschaft | Qualifikation zur Mittelschlesischen Fußballmeisterschaft |
| 1925/26 | Breslauer SC 08                   | Qualifikation zur Mittelschlesischen Fußballmeisterschaft | Qualifikation zur Mittelschlesischen Fußballmeisterschaft |
| 1926/27 | Breslauer FV 06                   | Qualifikation zur Mittelschlesischen Fußballmeisterschaft | Qualifikation zur Mittelschlesischen Fußballmeisterschaft |
| 1927/28 | Breslauer SC 08                   | Qualifikation zur Mittelschlesischen Fußballmeisterschaft | Qualifikation zur Mittelschlesischen Fußballmeisterschaft |
| 1928/29 | Breslauer SC 08                   | Qualifikation zur Mittelschlesischen Fußballmeisterschaft | Qualifikation zur Mittelschlesischen Fußballmeisterschaft |
| 1929/30 | Breslauer SC 08                   | Qualifikation zur Mittelschlesischen Fußballmeisterschaft | Qualifikation zur Mittelschlesischen Fußballmeisterschaft |
| 1930/31 | Breslauer SC 08                   | Vierter (Meisterstaffel)                                  | Beuthener SuSV 09                                         |
| 1931/32 | Breslauer FV 06                   | Vierter (Meisterstaffel)                                  | Beuthener SuSV 09                                         |
| 1932/33 | Breslauer SC 08                   | Dritter (Meisterstaffel)                                  | Beuthener SuSV 09                                         |

## Breslauer Vizemeister 1931–1933
Ab der Saison 1930/31 war der Breslauer Fußballmeister wieder direkt für die südostdeutsche Fußballendrunde qualifiziert. Der Vizemeister Breslaus spielte gegen den Provinzmeister Mittelschlesiens den zweiten mittelschlesischen Teilnehmer an der Endrunde aus. In den Spielzeiten 1931/32 und 1932/33 wurde aus Terminnot auf dieses Spiel verzichtet und vom Verband der Breslauer Vizemeister als zweiten Teilnehmer bestimmt.
| Saison  | Breslauer Vizemeister | Abschneiden südost- deutsche Meisterschaft | Südostdeutscher Meister |
| ------- | --------------------- | ------------------------------------------ | ----------------------- |
| 1930/31 | Breslauer FV 06       | Zweiter (Meisterstaffel)                   | Beuthener SuSV 09       |
| 1931/32 | Breslauer SC 08       | Zweiter (Meisterstaffel)                   | Beuthener SuSV 09       |
| 1932/33 | Breslauer FV 06       | Fünfter (Meisterstaffel)                   | Beuthener SuSV 09       |

## Breslauer Titelverteidiger 1925, 1927, 1928
Der Titelverteidiger der südostdeutschen Meisterschaft war automatisch für die nächstjährige Endrunde qualifiziert, auch wenn man nicht Bezirksmeister wurde. In den Jahren 1925, 1927 und 1928 durften somit Breslauer Vereine an der Endrunde teilnehmen, obwohl sie nicht Breslauer oder Mittelschlesischer Meister wurden. In der Saison 1926/27 standen dadurch einmalig 3 Breslauer Mannschaften in der Endrunde zur Südostdeutschen Fußballmeisterschaft und man belegte sogar die drei vordersten Plätze.
| Saison  | Breslauer Verein                    | Abschneiden südost- deutsche Meisterschaft | Südostdeutscher Meister           |
| ------- | ----------------------------------- | ------------------------------------------ | --------------------------------- |
| 1924/25 | Vereinigte Breslauer Sportfreunde A | Dritter                                    | FC Viktoria Forst                 |
| 1926/27 | Breslauer SC 08 B                   | Dritter                                    | Vereinigte Breslauer Sportfreunde |
| 1927/28 | Vereinigte Breslauer Sportfreunde C | Vizemeister                                | Breslauer SC 08                   |

## Weitere Breslauer Teilnehmer
In der Spielzeit 1926/27 durfte der Bezirk Mittelschlesien als Verbandspokalsieger einen dritten Teilnehmer stellen. Das dazu ausgetragene Entscheidungsspiel gewannen die Vereinigten Breslauer Sportfreunde.
| Saison  | Breslauer Vizemeister             | Abschneiden südost- deutsche Meisterschaft | Südostdeutscher Meister           |
| ------- | --------------------------------- | ------------------------------------------ | --------------------------------- |
| 1926/27 | Vereinigte Breslauer Sportfreunde | Gewinner                                   | Vereinigte Breslauer Sportfreunde |

## Rekordmeister
Breslauer Rekordmeister ist Breslauer SC 08, der den Titel sieben Mal gewinnen konnte.
|  | Verein                                                           | Titel | Jahr                                     |
|  | ---------------------------------------------------------------- | ----- | ---------------------------------------- |
|  | Breslauer SC 08                                                  | 7     | 1925, 1926, 1928, 1929, 1930, 1931, 1933 |
|  | Verein Breslauer Sportfreunde/ Vereinigte Breslauer Sportfreunde | 5     | 1914, 1920, 1922, 1923, 1924             |
|  | VfR 1897 Breslau                                                 | 3     | 1908, 1909, 1910                         |
|  | SC Schlesien Breslau                                             | 2     | 1907, 1921                               |
|  | SC Germania Breslau                                              | 2     | 1911, 1912                               |
|  | Breslauer FV 06                                                  | 2     | 1927, 1932                               |
|  | SC Preußen Breslau                                               | 1     | 1913                                     |

## Ewige Tabelle
Berücksichtigt sind alle Gruppenspiele der jeweiligen höchsten Klasse der Breslauer Fußballmeisterschaft des SOFV zwischen den Spielzeiten 1906/07 und 1932/33. Als einziger Verein konnte der VfB Breslau jede Spielzeit in der obersten Klasse verbringen. Die Tabelle richtet sich nach der damals üblichen Zweipunkteregel.
| Pl. | Verein                                                                            | Jahre | Sp. | S   | U  | N   | T+  | T-  | Diff. | Punkte  | Ø-Pkt. | Titel | Spielzeiten nach Kalenderjahren |
| --- | --------------------------------------------------------------------------------- | ----- | --- | --- | -- | --- | --- | --- | ----- | ------- | ------ | ----- | ------------------------------- |
| 1.  | SC 04 Breslau/ Verein Breslauer Sportfreunde/ Vereinigte Breslauer Sportfreunde A | 18    | 256 | 171 | 35 | 50  | 798 | 382 | +416  | 377:135 | 1,47   | 5     | 1910–33                         |
| 2.  | Breslauer SC 08                                                                   | 17    | 256 | 148 | 43 | 65  | 711 | 413 | +298  | 339:173 | 1,32   | 7     | 1911–33                         |
| 3.  | FC Breslau 98/ VfB Breslau                                                        | 22    | 321 | 152 | 34 | 135 | 797 | 669 | +128  | 338:304 | 1,05   | 0     | 1906–33                         |
| 4.  | SC Schlesien Breslau/ SC Schlesien 1901-Rapid Breslau                             | 18    | 262 | 128 | 32 | 102 | 693 | 480 | +213  | 288:236 | 1,1    | 2     | 1906–23, 1924–30                |
| 5.  | Breslauer FV 06/ Breslauer FV Stern 06                                            | 16    | 239 | 126 | 27 | 86  | 605 | 486 | +119  | 279:199 | 1,17   | 2     | 1912–33                         |
| 6.  | FC Blitz Breslau/ VfR 1897 Breslau                                                | 17    | 248 | 106 | 32 | 110 | 556 | 573 | −17   | 244:252 | 0,98   | 3     | 1906–23, 1925/26, 1927–31       |
| 7.  | SC Hertha Breslau                                                                 | 16    | 237 | 80  | 41 | 116 | 403 | 617 | −214  | 201:273 | 0,85   | 0     | 1908–11, 1919–29, 1930–33       |
| 8.  | SC Germania Breslau                                                               | 13    | 185 | 83  | 22 | 80  | 446 | 408 | +38   | 188:182 | 1,02   | 2     | 1906–14, 1920–24, 1928/29       |
| 9.  | SC Vorwärts Breslau                                                               | 13    | 194 | 72  | 41 | 81  | 373 | 410 | −37   | 185:203 | 0,95   | 0     | 1920–33                         |
| 10. | Breslauer SpVgg 05 Komet                                                          | 11    | 165 | 52  | 19 | 94  | 280 | 382 | −102  | 123:207 | 0,75   | 0     | 1919–25, 1927–32                |
| 11. | SC Alemannia Breslau                                                              | 9     | 138 | 41  | 19 | 78  | 197 | 314 | −117  | 101:175 | 0,73   | 0     | 1919–24, 1926–29, 1932/33       |
| 12. | SC Preußen Breslau B                                                              | 8     | 112 | 42  | 7  | 63  | 187 | 292 | −105  | 91:133  | 0,81   | 1     | 1906–14                         |
| 13. | SC Falke Breslau                                                                  | 5     | 75  | 21  | 9  | 45  | 104 | 259 | −155  | 51:99   | 0,68   | 0     | 1909–14                         |
| 14. | VSV Union Wacker Breslau                                                          | 5     | 76  | 18  | 14 | 44  | 125 | 229 | −104  | 50:102  | 0,66   | 0     | 1922/23, 1927–29, 1931–33       |
| 15. | ATV Breslau                                                                       | 6     | 80  | 20  | 8  | 52  | 132 | 251 | −119  | 48:112  | 0,6    | 0     | 1906–12                         |
| 16. | SV Breslau 1911                                                                   | 2     | 32  | 3   | 5  | 24  | 25  | 90  | −65   | 11:53   | 0,34   | 0     | 1920–22                         |
| 17. | SV Corso Breslau C                                                                | 2     | 26  | 3   | 1  | 22  | 20  | 130 | −110  | 7:45    | 0,27   | 0     | 1907–09                         |
| 18. | SC Minerva-Rasenfreunde Breslau                                                   | 1     | 22  | 1   | 1  | 20  | 23  | 90  | −67   | 3:41    | 0,14   | 0     | 1927/28                         |